# Municipio de Callahan
El municipio de Callahan (en inglés: Callahan Township) es un municipio ubicado en el condado de Renville en el estado estadounidense de Dakota del Norte. En el año 2010 tenía una población de 28 habitantes y una densidad poblacional de 0,3 personas por km².

## Geografía
El municipio de Callahan se encuentra ubicado en las coordenadas 48°35′10″N 101°39′30″O / 48.58611, -101.65833. Según la Oficina del Censo de los Estados Unidos, el municipio tiene una superficie total de 92.35 km², de la cual 81,64 km² corresponden a tierra firme y (11,6 %) 10,71 km² es agua.

## Demografía
Según el censo de 2010, había 28 personas residiendo en el municipio de Callahan. La densidad de población era de 0,3 hab./km². De los 28 habitantes, el municipio de Callahan estaba compuesto por el 100 % blancos. Del total de la población el 0 % eran hispanos o latinos de cualquier raza.